# Frédéric Alvin
Frédéric Jacques Auguste Alvin (* 26. Juli 1864 in Lüttich; † 9. Dezember 1949 in Brüssel) war ein belgischer Numismatiker und Bibliothekar.

## Leben
Frédéric Alvin, Neffe von Louis Joseph Alvin (1806–1887), Chefkurator der Königlichen Bibliothek von Belgien, trat am 4. Januar 1882 als Teilzeitkraft in die Abteilung für Münzen und Medaillen der Königlichen Bibliothek an. Ohne je studiert zu haben, absolvierte er alle Stufen seiner Karriere an der Bibliothek: 31. Dezember 1882 Angestellter 2. Klasse, 31. Dezember 1891 Angestellter 1. Klasse, 27. Juni 1899 stellvertretender Kurator der Abteilung für Münzen und Medaillen. Am 6. Dezember 1902 wurde er als Nachfolger von Camille Picqué Kurator dieser Abteilung und leitete sie bis 1919. Mit dem Ersten Weltkrieg endete sein Interesse an Numismatik, er wechselte daher 1919 an die Abteilung Drucke, die er bis zu seinem Ruhestand am 31. Juli 1929 leitete.
Er beschäftigte sich insbesondere mit der Numismatik Belgiens, vor allem von Brüssel und Lüttich.